# Sông Ông Đốc (quận)
Sông Ông Đốc là một địa danh hành chính cũ cấp quận thuộc tỉnh An Xuyên thời Việt Nam Cộng hòa. Địa danh này lấy theo tên sông Ông Đốc. Địa bàn quận Sông Ông Đốc gần tương ứng với huyện Trần Văn Thời, tỉnh Cà Mau ngày nay.

## Địa lý
Quận Sông Ông Đốc có vị trí địa lý:
- Phía đông giáp thị xã Quản Long và quận Đầm Dơi
- Phía tây giáp Vịnh Thái Lan
- Phía nam giáp quận Thới Bình
- Phía bắc giáp quận Cái Nước.

## Hành chính
Quận Sông Ông Đốc có 3 xã: Khánh Bình Đông, Khánh Bình Tây, Phong Lạc.

## Lịch sử
Thời Pháp thuộc, địa bàn này vẫn là một phần nhỏ thuộc tổng Quảng Xuyên của quận Cà Mau thuộc tỉnh Bạc Liêu cho đến năm 1956.
Ngày 9 tháng 3 năm 1956, Tổng thống Việt Nam Cộng hòa Ngô Đình Diệm ban hành Sắc lệnh số 32-NV về việc thành lập tỉnh Cà Mau trên cơ sở một phần của tỉnh Bạc Liêu.
Ngày 22 tháng 10 năm 1956, Tổng thống Việt Nam Cộng hòa Ngô Đình Diệm ban hành Sắc lệnh số 143-NV về việc:
- Thành lập tỉnh An Xuyên trên cơ sở đổi tỉnh Cà Mau.
- Thành lập quận Sông Ông Đốc trên cơ sở 3 xã: Khánh Bình Đông, Khánh Bình Tây, Phong Lạc của quận Cà Mau.

Chính quyền Mặt trận Dân tộc Giải phóng miền Nam Việt Nam không thừa nhận phân giới hành chính của chính quyền Việt Nam Cộng hòa. Trước đó, vào năm 1951, chính quyền Việt Nam Dân chủ Cộng hòa thành lập huyện Trần Văn Thời thuộc tỉnh Bạc Liêu, bao gồm các xã Khánh Bình Đông, Khánh Bình Tây, Trần Hợi, Hưng Mỹ, Khánh An, Khánh Lâm. Chính quyền Mặt trận Dân tộc Giải phóng kế tục các phân chia hành chính này, chỉ đặt huyện Trần Văn Thời thuộc tỉnh Cà Mau cho đến đầu năm 1976. Địa bàn huyện Trần Văn Thời lúc bấy giờ gần tương ứng với quận Sông Ông Đốc thuộc tỉnh An Xuyên của chính quyền Việt Nam Cộng hòa.
Sau ngày 30 tháng 4 năm 1975, quận Sông Ông Đốc bị giải thể.